# Las Lomas de Huitzapoli
Las Lomas de Huitzapoli är en ort i Mexiko.   Den ligger i kommunen Chicontepec och delstaten Veracruz, i den sydöstra delen av landet, 210 km nordost om huvudstaden Mexico City. Las Lomas de Huitzapoli ligger 206 meter över havet och antalet invånare är 132.
Terrängen runt Las Lomas de Huitzapoli är platt åt nordväst, men åt sydost är den kuperad. Runt Las Lomas de Huitzapoli är det ganska tätbefolkat, med 65 invånare per kvadratkilometer. Närmaste större samhälle är Chicontepec de Tejada, 17,5 km väster om Las Lomas de Huitzapoli. Omgivningarna runt Las Lomas de Huitzapoli är en mosaik av jordbruksmark och naturlig växtlighet.